# 佐藤芳洋
佐藤 芳洋（さとう よしひろ、9月22日 - ）は、日本の男性声優、ナレーター。懸樋プロダクション所属。茨城県出身。

## 来歴
駒澤大学経営学部経営学科卒業。
以前は81プロデュース（- 2009年1月）、アスクマネージメント、巴菁子が講師を務める演劇集団「DOUBT」に所属していた。

## 人物
特技はサッカー、剣道、自転車。趣味は映画・舞台鑑賞、ジョギング、ゴルフ。三国志は馬超と馬岱が好きである。

## 出演作品

### テレビアニメ
- Venus Versus Virus（2007年、ヴァイアラス）
- まめうしくん（2007年、おむす火）
- 流星のロックマン トライブ（2007年、村人）

### ゲーム
- 理不尽合体ハカセロボ（湯のみロボ）

### 吹き替え

#### 映画
- アウトロー（ゲイリー）
- アルビン2 シマリス3兄弟 vs. 3姉妹
- アルビン3 シマリスたちの大冒険
- 1941
- 蛾人間モスマン（デレク）
- KAN-WOO/関羽 三国志英傑伝（孔秀）
- ザ・サイレント・ウォー 戦場の絆（ワーグナー 他）
- サイラス（ロジャー 他）
- ストップ・ロス/戦火の逃亡者
- TIME/タイム（ピエール）
- チャットルーム（ウィリアム（アーロン・ジョンソン））
- ナイト&デイ
- パーシー・ジャクソンとオリンポスの神々
- パーシー・ジャクソンとオリンポスの神々/魔の海（クリス）
- パイレーツ・オブ・カリビアン/ワールド・エンド（兵士）
- ファイナル・デッドサーキット 3D
- ホートン/ふしぎな世界のダレダーレ
- 僕の大切な人と、そのクソガキ
- リーカー地獄のモーテル（ネルソン 他）

#### ドラマ
- コーリー ホワイトハウスでチョー大変!（生徒）
- セイディー my ダイアリー（生徒）
- ニューハート（イ・イノ、ジェソプ 他）
- ブルーブラッド 〜NYPD家族の絆〜
- リ・ジェネシス バイオ犯罪捜査班

### テレビ番組
- てんこもり情報局西多摩マルかじり（多摩ケーブルネットワーク、番組キャスター、レポーター）
- H.I.S. presents テリー伊藤の世界のタビセツ（ナレーター、TOKYO MX）
- テリー伊藤のマル金ライダー8（ナレーター、TOKYO MX）
- パックン＆河北麻友子のあつまれ！VRフレンズ（ナレーター、TOKYO MX）
- トーキョーコーリング（ナレーター、テレビ朝日）
- 勇気のシルシ（ナレーター、TBS）
- MASKMEN（ナレーター、テレビ東京）
- 武井壮のゴルフ コロッセオ 激闘!最強アマ列伝（ナレーター、BS日テレ）
- 奇跡体験!アンビリバボー　(ナレーター､フジテレビ)